# Leonie Bodeving
Leonie Bodeving (Indonesië, 1949) is een Nederlands-Duitse multimedia(installatie)kunstenaar. Haar werk is vertegenwoordigd in nationale en internationale collecties.

## Levensloop
Bodeving werd geboren in Indonesië en groeide op in Nederland. Ze woonde en werkte in Amsterdam, Berlijn, Frankfurt, Londen, New York, Florence, Rome, als andragologische coach, -therapeut en docent. Sinds 2017 woont en werkt ze in Wiesbaden, Duitsland waar ze haar kunstenaarschap combineert met haar zakelijke werkzaamheden. Beide activiteiten staan, zoals ze zegt, namelijk direct met elkaar in verbinding.

## Opleiding
Bodeving studeerde psychologie, filosofie en andragologie aan de Universiteit van Amsterdam. Haar opleiding tot kunstenaar ontving ze aan de Staatliche Hochschule für Bildende Künste (Städelschule) in Frankfurt am Main. Daar studeerde ze bij mediakunstenaar en -theoreticus Peter Weibel (1944, Odessa).

## Werk als kunstenaar
| Jaar | Werk                     | In collectie van                        |
| ---- | ------------------------ | --------------------------------------- |
| 1984 | Get it                   | Rijksdienst voor het Cultureel Erfgoed  |
| 1986 | L'ansia letale           | ZKM Center for Art and Media, Karlsruhe |
| 1986 | Editor van Infermental 5 | LIMA                                    |

In de jaren '80 en '90 heeft Bodeving een aantal maal gepubliceerd over videokunst.